# Districtul Weißeritz
Districtul Weißeritz este un Kreis în landul Saxonia, Germania. 